# Dubicze Cerkiewne (gemeente)
De gemeente Dubicze Cerkiewne is een landgemeente in het Poolse woiwodschap Podlachië, in powiat Hajnowski.
De zetel van de gemeente is in Dubicze Cerkiewne.
Op 30 juni 2004 telde de gemeente 1953 inwoners.

## Oppervlakte gegevens
In 2002 bedroeg de totale oppervlakte van gemeente Dubicze Cerkiewne 151,19 km², waarvan:
- agrarisch gebied: 46%
- bossen: 45%

De gemeente beslaat 9,31% van de totale oppervlakte van de powiat.

## Demografie
Stand op 30 juni 2004:
| Omschrijving                   | Totaal | Totaal | Vrouwen | Vrouwen | Mannen | Mannen |
| ------------------------------ | ------ | ------ | ------- | ------- | ------ | ------ |
| eenheid                        | aantal | %      | aantal  | %       | aantal | %      |
| inwoners                       | 1953   | 100    | 976     | 50      | 977    | 50     |
| bevolkingsdichtheid (inw./km²) | 12,9   | 12,9   | 6,5     | 6,5     | 6,5    | 6,5    |

In 2002 bedroeg het gemiddelde inkomen per inwoner 1483,18 zł.

## Plaatsen
Czechy Orlańskie, Długi Bród, Dubicze Cerkiewne, Dubicze Tofiłowce, Górny Gród, Grabowiec, Istok, Jagodniki, Jakubowo, Jelonka, Jodłówka, Klakowo, Koryciski, Kraskowszczyzna, Krągłe, Nikiforowszczyzna, Pasieczniki Małe, Piaski, Rutka, Siemiwołoki, Stary Kornin, Starzyna, Werstok, Wiluki, Witowo, Wojnówka, Wygon, Zabagonie.

## Aangrenzende gemeenten
Czyże, Hajnówka, Kleszczele, Orla. De gemeente grenst aan Wit-Rusland.